# 6496 Kazuko
6496 Kazuko este un asteroid din centura principală de asteroizi.

## Descriere
6496 Kazuko este un asteroid din centura principală de asteroizi. A fost descoperit pe 19 octombrie 1992 la Kitami de Kin Endate și Kazuro Watanabe. El prezintă o orbită caracterizată de o semiaxă mare de 2,59 ua, o excentricitate de 0,16 și o înclinație de 13,2° în raport cu ecliptica.